# Retirada de Cornwallis

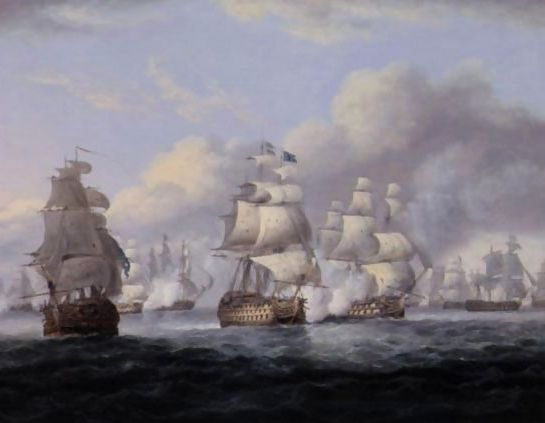
Retirada de Cornwallis, 17 de junho de 1795, Thomas Luny

Retirada de Cornwallis (em inglês: Cornwallis's Retreat) foi um confronto naval durante as Guerras Revolucionárias Francesas em que um esquadrão da Marinha Real Britânica de cinco navios de linha e duas fragatas foi atacado por uma frota muito maior da Marinha Francesa de 12 navios de linha e 11 fragatas. A ação ocorreu nas águas da costa oeste da Bretanha em 16–17 de junho de 1795 (28–29 Prairial ano III do calendário republicano francês).
Um esquadrão naval britânico sob o comando do vice-almirante William Cornwallis começou a operar na Bretanha em 7 de junho; na semana seguinte, ele atacou um comboio mercante francês e capturou vários navios. Em resposta, o vice-almirante Villaret de Joyeuse liderou a principal frota francesa fora do porto para atacar os britânicos, que foram avistados em 16 de junho. Em grande desvantagem numérica, Cornwallis se afastou dos franceses e tentou escapar para o mar aberto, com a frota francesa em sua perseguição. Após um dia inteiro de perseguição, o esquadrão britânico perdeu velocidade, devido a porões mal carregados em dois de seus navios, e a vanguarda francesa puxou ao alcance na manhã de 17 de junho. Não querendo abandonar sua retaguarda, Cornwallis contra-atacou com o resto de seu esquadrão. Um combate feroz se desenvolveu, culminando com Cornwallis interpondo sua nau capitânia HMS Royal Sovereign entre as forças britânicas e francesas.
A resistência determinada de Cornwallis e os sinais de seu esquadrão para um grupo de navios desconhecidos avistados à distância levaram Villaret de Joyeuse a acreditar que a principal Frota do Canal da Mancha britânica estava se aproximando. Villaret, portanto, interrompeu a batalha na noite de 17 de junho e ordenou que seus navios se retirassem. Isso permitiu que Cornwallis escapasse; ele voltou ao porto de Plymouth com seu esquadrão danificado, mas intacto. Villaret retirou-se para um ancoradouro perto de Belle Île, perto da base naval de Brest. A frota francesa foi descoberta lá pela principal Frota do Canal da Mancha britânica em 22 de junho e derrotada na Batalha de Groix que se seguiu, perdendo três navios de linha. Villaret foi criticado por contemporâneos por não pressionar o ataque à força de Cornwallis, enquanto o almirante britânico foi elogiado e recompensado por seu desafio em face da esmagadora superioridade numérica francesa. Desde então, a batalha foi considerada pelos historiadores britânicos como um dos exemplos mais influentes "de coragem e frieza unidas encontradas na história naval [britânica]".